# Bautastein am Gamle Prestegårdsvei
Der Bautastein am Gamle Prestegårdsvei (auch Prestestein genannt) steht in Egersund im Fylke Rogaland in Norwegen. 
Der Bautastein befindet sich in der Einzäunung eines Hauses nur 0,4 m von der Straße entfernt, mitten in Egersund. Der Menhir wurde viele Jahre als Zaunpfahl verwendet und in seine breite Seite wurden zwei Löcher gebohrt. Er stammt von einem vor langer Zeit zerstörten Gräberfeld in der Nähe.
Der Stein ist etwa 2,0 Meter hoch, an der Basis 85 cm breit und 30 cm dick. Die Spitze endet in einem Punkt, so dass er wie ein Pfeil aussieht. Die großen flachen Seiten sind glatt. 
In der Nähe liegt der Steinkreis Stoplesteinan.